# Chłapkowa
Chłapkowa – polana w Gorcach w dolinie Chłapkowego Potoku w Łopusznej. Znajduje się na niej nieduży i dobrze wkomponowany w krajobraz murowany spichlerz. Na skraju polany stoi zamontowana przez Gorczański Park Narodowy duża tablica informacyjna z mapą tej części Gorców i tablicą informacyjną rozpoczynającej się w tym miejscu ścieżki dydaktycznej „Z Łopusznej na Jankówki”. Sama polana znajduje się poza obszarem parku narodowego i jest użytkowana rolniczo.
Wiosną polana zakwita różnokolorowym kobiercem kwiatów; różowej firletki poszarpanej, żółtymi jaskrami i białymi rumianami. Na obrzeżach bujne kępy naparstnicy zwyczajnej. Ścieżka przez Wysznią i jej polany była ulubionym miejscem wędrówek Seweryna Goszczyńskiego, który w 1832 przebywał gościnnie na dworze Leona Tetmajera w Łopusznej i jako pierwszy opisał Gorce w literaturze polskiej.
Polana położona jest na wysokości około 700–738 m n.p.m. i należy do miejscowości Łopuszna w gminie Nowy Targ, powiecie nowotarskim w województwie małopolskim.

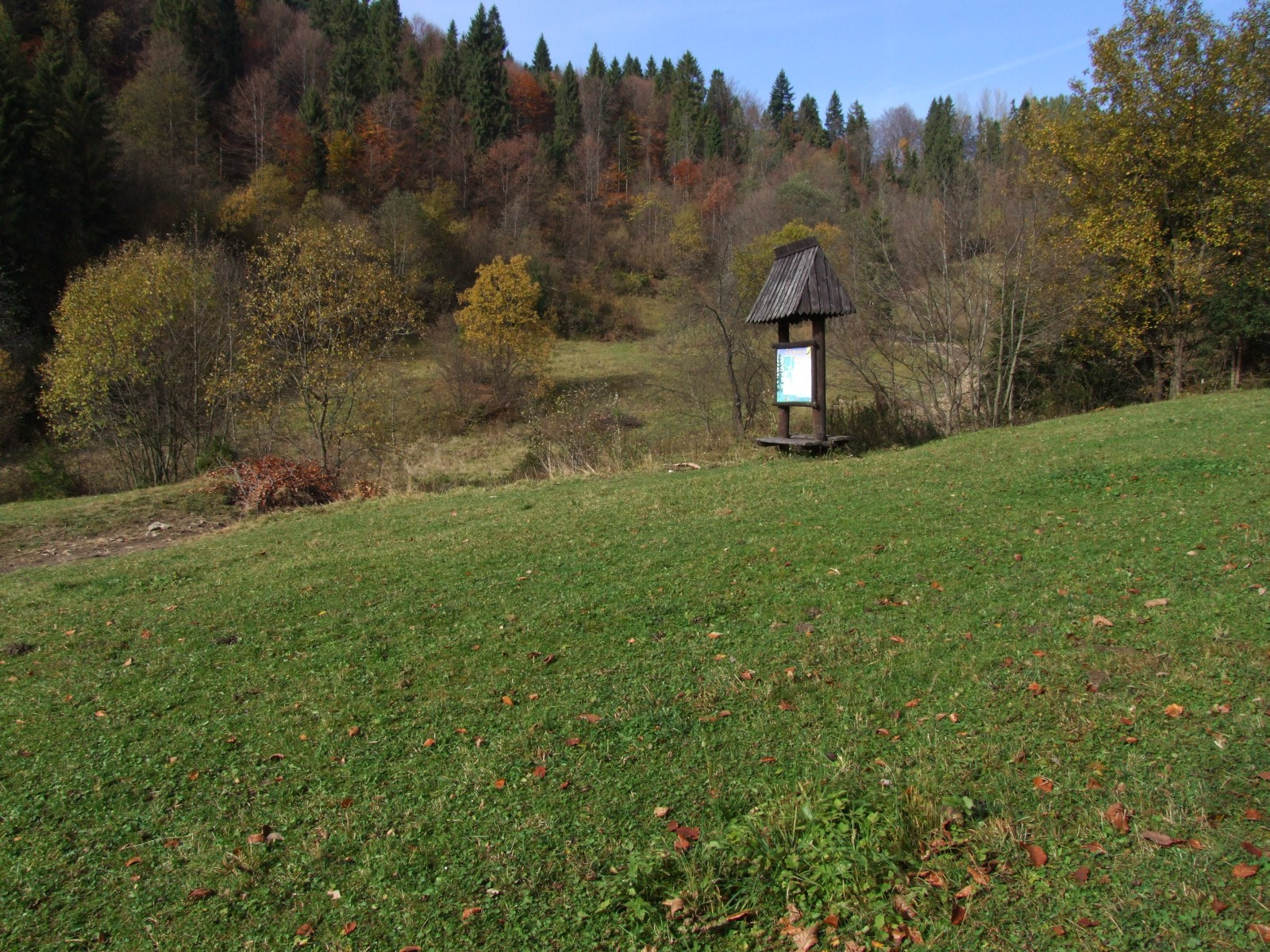

## Szlaki turystyki pieszej
z Łopusznej przez polany: Chłapkową, Chowańcową i Srokówki do skrzyżowania z czerwonym szlakiem przy polanie Rąbaniska. Czas przejścia około 2:20 h, ↓ 1:45 h, różnica wzniesień 490 m.
 ścieżka edukacyjna „z Łopusznej na Jankówki”. Rozpoczyna się przy polanie Chłapkowej i prowadzi doliną Chłapkowego Potoku i zboczami Wyszniej przez polanę Jankówki na polanę Srokówki.